# Mission de l'Organisation des Nations unies pour la stabilisation en république démocratique du Congo
La Mission de l'Organisation des Nations unies pour la stabilisation en république démocratique du Congo (MONUSCO), créée le 1er juillet 2010, est une mission de maintien de la paix en république démocratique du Congo de l’ONU. Elle succède à la Mission de l'Organisation des Nations unies en république démocratique du Congo (MONUC) créée par la résolution 1279 du Conseil de sécurité en date du 30 novembre 1999.
Depuis février 2021, la MONUSCO est dirigée par Bintou Keïta. Dotée d'un budget annuel d'environ 1 milliard de dollars, le rôle principal de la MONUSCO est de protéger les civils congolais et de soutenir la stabilisation et le renforcement des institutions de la RDC et des réformes clés en matière de gouvernance et de sécurité. Le quartier général de la mission est installé à Kinshasa, et ces deux bureaux se trouvent dans les villes de Goma et Bunia.
Depuis novembre 2023, la MONUSCO est engagée dans un processus de retrait de ses forces de maintien de la paix, avec un retrait définitif de RDC prévu pour la fin de l'année 2024. Les troupes restant à démobiliser sont présentes dans les provinces du Nord-Kivu et d'Ituri.

## Historique

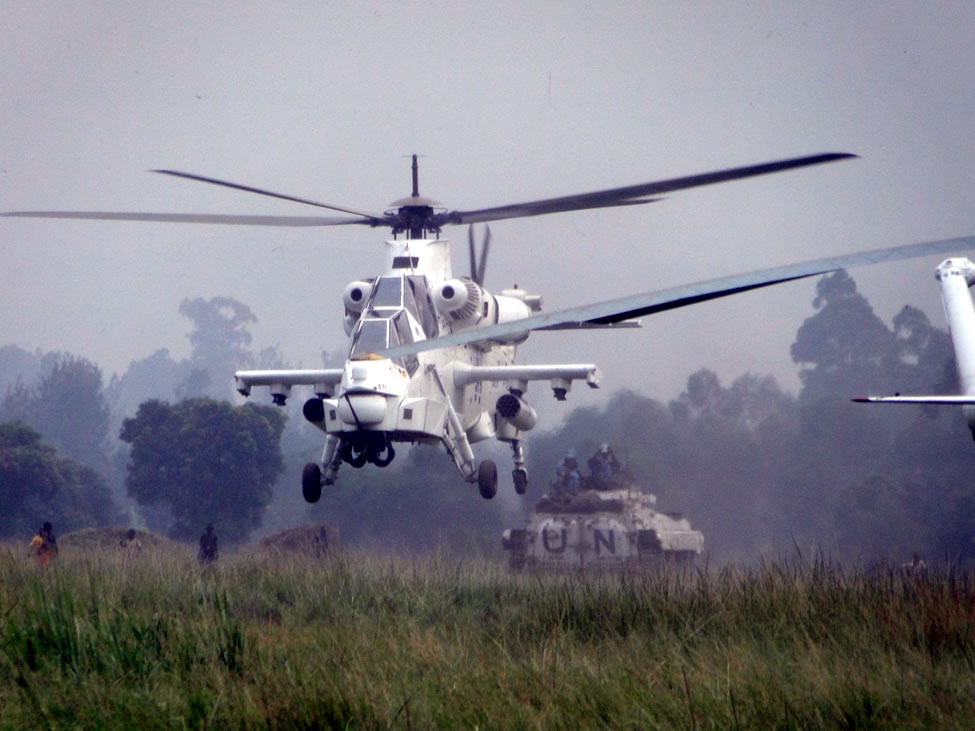
Un hélicoptère sud-africain Denel AH-2 Rooivalk assurant la protection d’un convoi d’ex-combattants FDLR, pour leur enrôlement au camp de transit de Kanyabayonga.

La situation en république démocratique du Congo (RDC) est d'une très grande complexité. En 1999, le pays dirigé par Laurent-Désiré Kabila, est dans un état de déliquescence suite aux années passées sous le régime de Mobutu. La RDC est doté d'un État déstructuré, artificiellement créé par la colonisation, avec un territoire de plus de 2 millions de kilomètres carrés, peuplé par près de 60 millions d'habitants, et dont la population est très variée, parlant 250 langues différentes, dont le kinyarwanda, parlé par les congolais rwandophones, situés dans l'est du pays. En 1994, après la prise de Kigali par le Front patriotique rwandais (FPR) mettant fin au génocide des Tutsi au Rwanda, des centaines de milliers de réfugiés rwandais, principalement des Hutu, trouvent refuge dans l'Est du Zaïre, nom de la RDC à cette époque. Au sein de ces réfugiés, et les encadrants, se trouve les anciennes milices génocidaires et les anciennes Forces armées rwandaises (FAR), qui utilisent certains camps de réfugiés des régions du Kivu comme bases d'appui dans leur objectif de reconquête du Rwanda. À cela s'ajoute le pillage permanent dont souffre ce pays victime de ses immenses richesses depuis deux siècles, dont sont responsables de nombreuses multinationales qui ont des relais utilisant les rivalités locales[source insuffisante], et une myriade de conflits locaux.
Créée pendant la deuxième guerre du Congo pour tenter de ramener la paix dans ce pays, la Mission de l'Organisation des Nations unies en république démocratique du Congo (MONUC) a pour objectif de faire respecter l'accord de cessez-le-feu de Lusaka, faire rentrer au Rwanda les ex-génocidaires rwandais et de limiter les pertes parmi la population civile[réf. souhaitée].
En 2003, une opération militaire autorisée par l'ONU, européenne et ponctuelle, l'opération Artémis, vient  soutenir la MONUC, au nord de la région du Kivu dans le conflit qui touche le district de l'Ituri.
Malgré la fin de la deuxième guerre du Congo en 2003, la situation reste complexe dans l'est du pays où des conflits de basses intensités continuent à déstabiliser la région,.
En 2004, 2006 et 2008, le mandat de la MONUC est élargi à 3 reprises.
De 1999 à 2008, la situation en république démocratique du Congo (RDC) donne lieu à une cinquantaine de résolutions du Conseil de sécurité des Nations unies. Malgré ces résolutions et les 17 000 casques bleus déployés en RDC, la paix n'a pas pu être réinstaurée.
En octobre 2008, alors qu'un nouveau conflit dans le Nord-Kivu oppose le gouvernement congolais et le Congrès national pour la défense du peuple (CNDP), la MONUC doit faire face à la démission de son commandant deux mois après sa prise de fonction.
Le 28 mai 2010, le Conseil de sécurité des Nations unies par la résolution 1925, décide de la transformation de la MONUC pour devenir la Mission de l'Organisation des Nations unies pour la stabilisation en république démocratique du Congo (MONUSCO) le 1er juillet 2010
À partir du 25 octobre 2013, les forces congolaises appuyées par une brigade d'intervention de l'ONU lancent une offensive avec des moyens lourds : plus de 3 600 militaires congolais déployant des chars T-55 et des véhicules de combat d'infanterie BMP-2 et la brigade de la force d'intervention de la MONUSCO appuyé par de l'artillerie, des Mi-35 de l’armée ukrainienne, trois Denel AH-2 Rooivalk de la force aérienne sud-africaine (qui interviennent à partir du 4 novembre) lancent une offensive générale dans la zone de 700 km2 contrôlée par le Mouvement du 23-Mars (M23) qui déclare déposer les armes le 5 novembre 2013.
Le rôle de la MONUSCO a été confirmé et repris dans l'Accord-cadre pour la paix, la sécurité et la coopération pour la république démocratique du Congo et la région de 2013.
Le 12 mars 2017, deux experts de l'ONU, Zaida Catalan (suédoise) et Michael Sharp (Étasunien) sont portés disparus alors qu'il enquêtaient dans la province du Kasaï central sur des fosses communes liées au conflit armé qui avait éclaté dans la région après la mort du chef coutumier Kamuina Nsapu, tué par les forces de sécurité en août 2016. Plusieurs enquêteurs onusiens s'interrogent sur le rôle de Kinshasa. Les militaires congolais restreignent les déplacements des casques bleus uruguayens chargés d'enquêter sur la zone de la disparition. Le 27 Mars, les cadavres des deux experts sont retrouvés dans un village, enterré dans une fosse avec une troisième personne de nationalité congolaise. Zaida Catalan a été décapitée. Dans la semaine qui suit, une vidéo de l’exécution par balle des deux experts fuite dans la presse. Selon la version officielle, ils ont été exécutés par des miliciens de la secte Kamuina Nsapu. Mais, en juin 2017, un rapport remis au Conseil de sécurité de l'ONU estimait que ce double meurtre était un "guet-apens prémédité" et n'excluait pas l'implication de membres de la sécurité d'État. Le 29 janvier 2022, la justice militaire congolaise prononce, 51 condamnations à mort. Malgré tout, les quatre ans de procès n'ont pas répondu à toutes les questions sur l'assassinat des experts onusiens et n'ont pas permis d'identifier d'éventuels commanditaires.
Depuis 2019 le rôle principal de la MONUSCO est de protéger les civils congolais et de soutenir la stabilisation et le renforcement des institutions de l'État en RDC et des réformes clés en matière de gouvernance et de sécurité. Mais force est de constater que, après plus d'une vingtaine d'années de présence des forces onusiennes en république démocratique du Congo, la géostratégie dans la région des grands lacs africains ne cesse d’être de plus en plus perceptible sur la base du pillage des minerais de sang, des violences sexuelles, des crimes de guerre et crimes contre l'humanité. [réf. souhaitée] De plus, « depuis plusieurs années, les forces armées de maintien de la paix sont intervenues souvent, très mal ou trop tard, mais la charte onusienne leur interdit de se mêler des affaires intérieures des États. En effet, à cause d’une passivité trop excessive, elles paraissent moins efficaces sur le terrain où elles interviennent. Cela est sans doute dû au fait que les résolutions votées par les États membres préconisent, par peur du danger, la simple interposition et non le rétablissement du droit, au besoin par la force. »[réf. souhaitée]
En juillet 2022, Des centaines de manifestants en colère ont saccagé et pillé à Goma, les installations de la mission des Nations unies, accusée d’inefficacité dans sa lutte contre les groupes armés de l’est de la république démocratique du Congo. Après avoir barricadé les grandes artères de Goma, ces manifestants scindés en deux groupes ont pris d’assaut le siège local de la MONUSCO ainsi que sa base logistique. D'autres manifestations ont lieu notamment à Beni et à Butembo et à Uvira entraînant officiellement la mort de 36 personnes et plus 170 blessés.

## Retrait de la MONUSCO de la république démocratique du Congo
En février 2019, lors du 32e sommet de l’Union africaine (UA), le président congolais  nouvellement élu, Félix Tshisekedi, évoque avec Antonio Guterres, Secrétaire général de l'ONU, le retrait progressif des forces de la MONUSCO.
En novembre 2023, la république démocratique du Congo (RDC) signe des accords pour le retrait complet de la force de maintien de la paix des Nations unies de la MONUSCO. La MONUSCO compte environ 15 000 soldats de la paix stationnés à travers le pays. Le retrait définitif de RDC est prévu pour la fin de l'année 2024.
Le 25 juin 2024, la MONUSCO quitte sa dernière base dans le territoire du Sud-Kivu. Les prochaines troupes a démobiliser sont celles présentent dans les territoires du Nord-Kivu et d'Ituri.

## Organisation

### Siège et bureaux en république démocratique du Congo

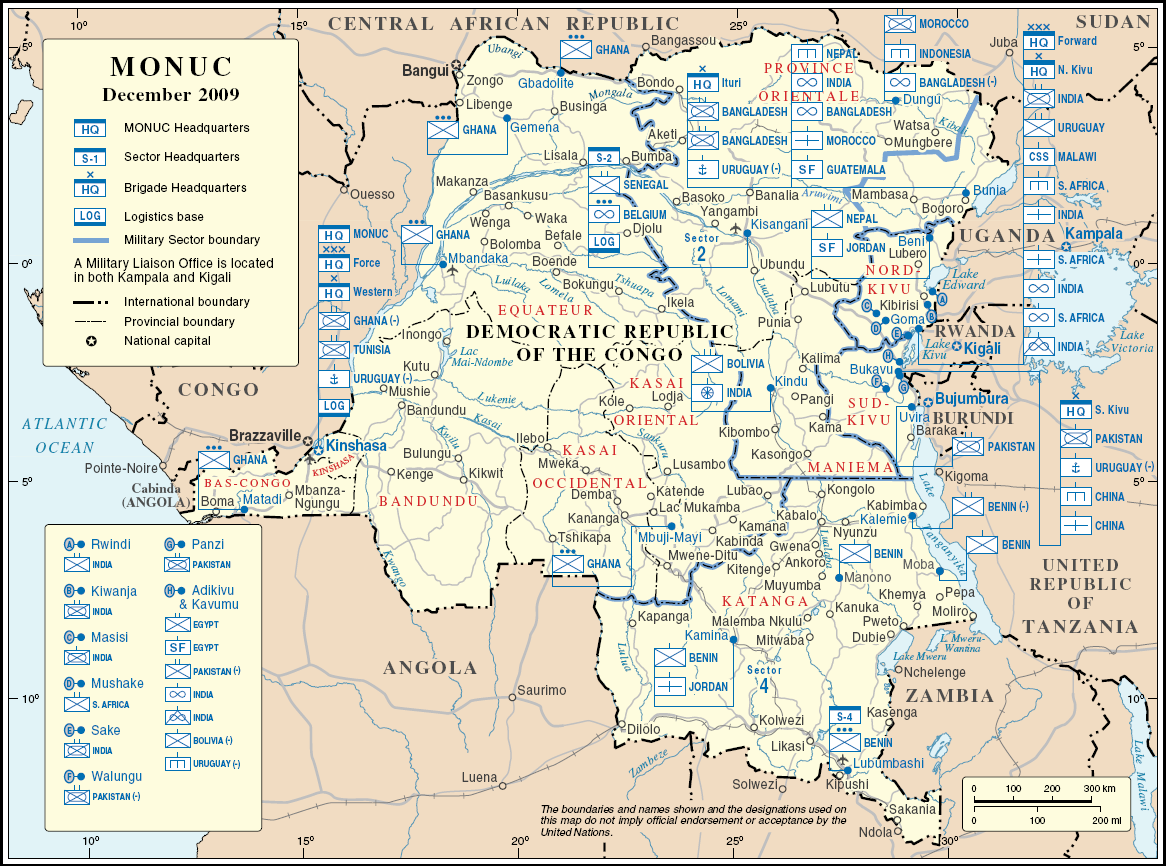
Déploiement de la MONUC en décembre 2009.

Avec le plan de désengagement de la MONUSCO qui a démarré après l'année 2020, le nombre des bureaux de la MONUSCO est passé à trois, à l'exception de Kinshasa qui reste le siège principal.
- Quartier Général : Kinshasa
- Bureaux : Goma et Bunia
- Sous bureau : Beni

Le QG de Kinshasa se trouve sur le boulevard du 30 juin, en plein quartier des affaires (commune de Gombe), à quelques centaines de mètres des principales ambassades (Belgique, France, États-Unis) et des grands hôtels (Hôtel Memling). La principale base logistique et ses dépôts est située au sud-est de la ville, dans la commune de Limete. Une autre implantation importante se trouve située au sud-ouest de la Gombe (quartier Socimat), à proximité de la baie de Ngaliema.

### Représentant spécial du secrétaire général et Chef de la MONUC (1999-2010)
| Année     | Nom                 |
| --------- | ------------------- |
| 1999-2001 | Kamel Morjane       |
| 2001-2003 | Amos Namanga Ngongi |
| 2003-2007 | William Lacy Swing  |
| 2007-2010 | Alan Doss           |

### Représentant spécial du secrétaire général et Chef de la MONUSCO (2010-)
| Année     | Nom                      |
| --------- | ------------------------ |
| 2010-2013 | Roger Meece (en)         |
| 2013-2015 | Martin Kobler            |
| 2015-2018 | Maman Sambo Sidikou (en) |
| 2018-2021 | Leila Zerrougui          |
| 2021-     | Bintou Keïta             |

### Commandants des forces armées
| Nom                                 | Fonction ou grade        | Mandat                                       |
| ----------------------------------- | ------------------------ | -------------------------------------------- |
| Mountaga Diallo                     | Général de division      | mars 2000 - décembre 2003 (3 ans et 9 mois)  |
| Sumaila Iliya                       | Général                  | janvier 2004 - février 2005                  |
| Babacar Gaye                        | Général                  | mars 2005 - septembre 2008 (3 ans et 6 mois) |
| Vicente Diaz de Villegas y Herrería | Général de Corps d'Armée | septembre 2008 - octobre 2008 (1 mois)       |
| Ishmeel Ben Quartey                 | Général de brigade       | commandant ad intérim                        |
| Babacar Gaye                        | Général de Corps d'Armée | novembre 2008 - août 2010                    |
| Carlos Alberto dos Santos Cruz      | Général de Corps d'Armée | avril 2013 - décembre 2015                   |
| Derick Mbuyiselo Mgwebi             | Général de Corps d'Armée | Décembre 2015 - Janvier 2018                 |

## Effectifs
(Novembre 2024).

En 2014, l'effectif déployé de plus de 23 000 personnes dépasse l'effectif autorisé (22 016 personnes).

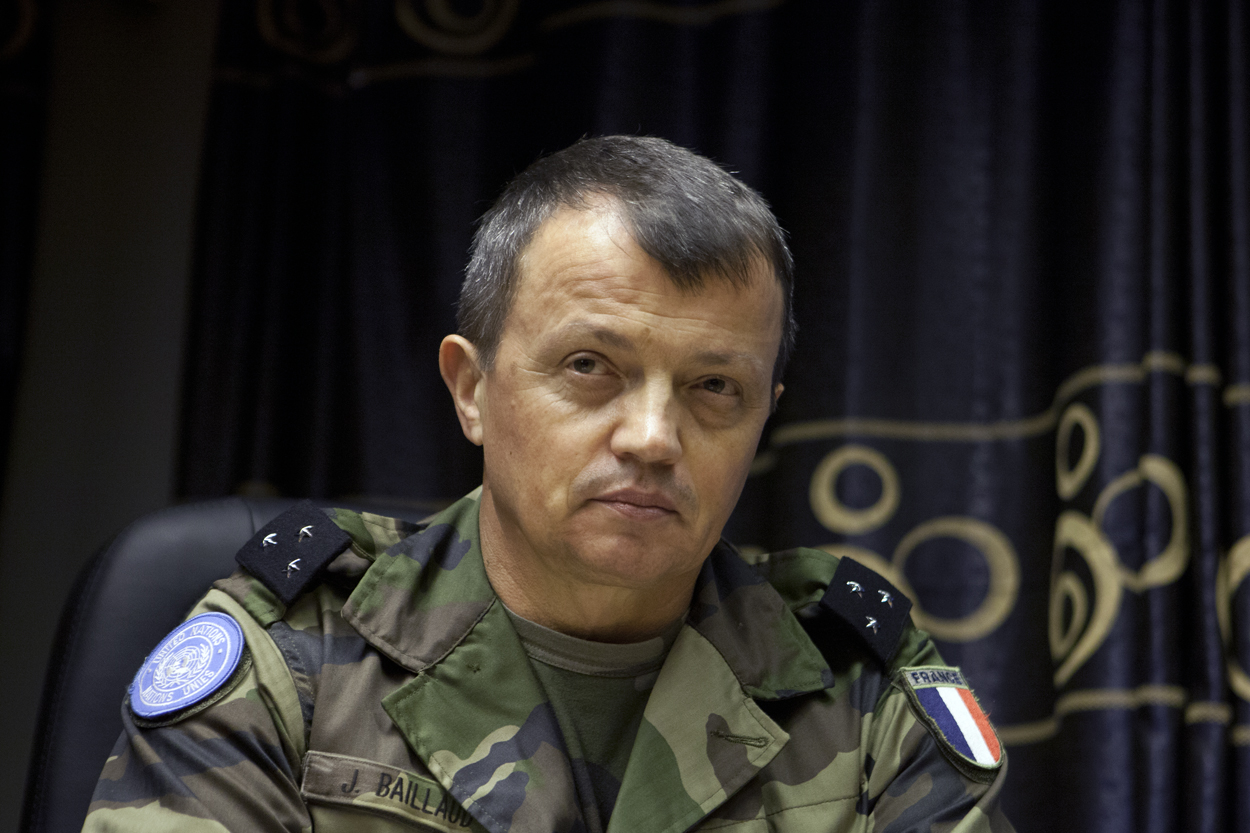
Le général J. Baillaud en 2013.

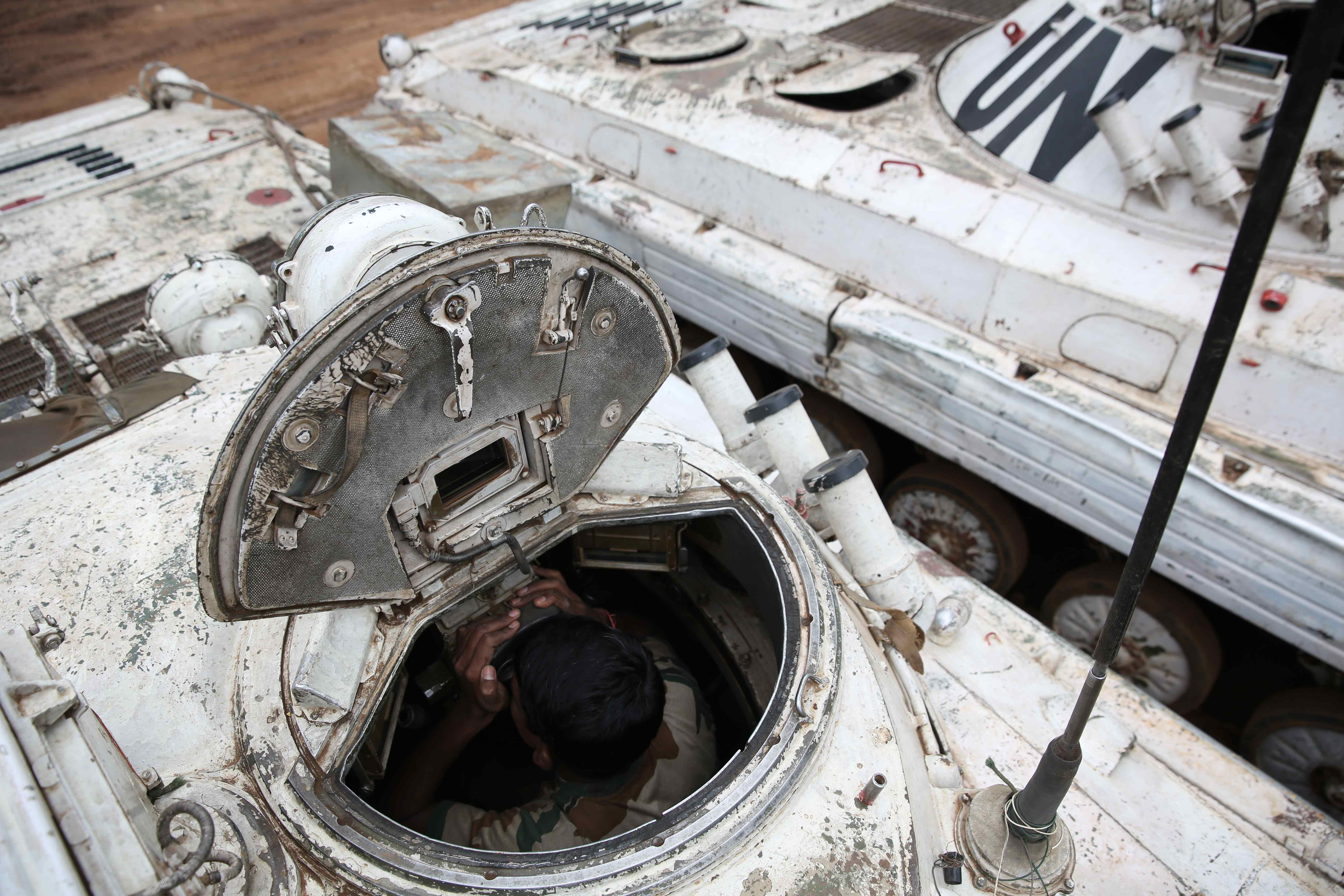

À la date du 19 octobre 2011, la MONUSCO comptait un effectif de 18 914 personnes dont 16 819 militaires, 747 observateurs militaires et 1 354 policiers :
- Afrique du Sud : 1 202 militaires et 12 observateurs militaires ;
- Algérie : 5 observateurs militaires ;
- Bénin : 450 militaires, 14 observateurs militaires et 21 policiers ;
- Bangladesh : 2 523 militaires, 30 observateurs militaires et 387 policiers ;
- Belgique : 22 militaires, 5 observateurs militaires et 1 policier ;
- Bolivie : 10 observateurs militaires ;
- Bosnie-Herzégovine : 5 observateurs militaires ;
- Brésil : 1 Force Commander et 6 militaires staff
- Burkina Faso : 9 observateurs militaires et 18 policiers ;
- Cameroun : 5 observateurs militaires et 19 policiers ;
- Canada : 8 observateurs militaires et 4 policiers ;
- République centrafricaine : 14 policiers ;
- République populaire de Chine : 218 militaires et 16 observateurs militaires ;
- Colombie : 10 observateurs militaires ;
- Côte d'Ivoire : 35 policiers ;
- Danemark : 2 observateurs militaires ;
- Égypte : 1 000 militaires, 24 observateurs militaires et 144 policiers ;
- Espagne : 2 observateurs militaires ;
- États-Unis : 2 observateurs militaires ;
- France : 5 officiers d'état-major et 9 policiers ;
- Ghana : 462 militaires et 27 observateurs militaires ;
- Guatemala : 150 militaires et 8 observateurs militaires ;
- Guinée : 22 policiers ;
- Inde : 3 707 militaires, 60 observateurs militaires et 255 policiers ;
- Indonésie : 175 militaires et 17 policiers ;
- Irlande : 3 observateurs militaires ;
- Jordanie : 220 militaires, 25 observateurs militaires et 9 policiers ;
- Kenya : 24 observateurs militaires ;
- Madagascar : 17 policiers ;
- Mali : 19 observateurs militaires et 27 policiers ;
- Malawi : 17 observateurs militaires ;
- Malaisie :15 observateurs militaires ;
- Maroc : 848 militaires et 5 observateurs militaires ;
- Mongolie : 2 observateurs militaires ;
- Mozambique : 1 observateur militaire ;
- Népal : 1 026 militaires et 25 observateurs militaires ;
- Niger : 15 observateurs militaires et 30 policiers ;
- Nigeria : 26 observateurs militaires et 1 policier ;
- Norvège : 1 observateur militaire ;
- Oman : 2 observateurs militaires ;
- Pakistan : 3 562 militaires et 57 observateurs militaires ;
- Paraguay : 17 observateurs militaires ;
- Pérou : 7 observateurs militaires ;
- Philippines : 2 observateurs militaires et 6 observateurs policiers ;
- Pologne : 3 observateurs militaires ;
- Portugal : 3 observateurs militaires et 1 policier ;
- République tchèque : 3 observateurs militaires ;
- Roumanie : 22 observateurs militaires et 14 observateurs policiers ;
- Royaume-Uni : 5 observateurs militaires ;
- Russie : 30 observateurs militaires et 1 policier ;
- Sénégal : 20 observateurs militaires et 270 policiers ;
- Serbie : 6 militaires et 2 observateurs militaires ;
- Sri Lanka : 4 observateurs militaires ;
- Suède : 6 observateurs militaires et 4 policiers ;
- Suisse : 3 observateurs militaires ;
- Tanzanie : 2 observateurs militaires ;
- Tchad : 20 policiers ;
- Togo : 5 policiers ;
- Tunisie : 31 observateurs militaires ;
- Turquie : 11 policiers ;
- Ukraine : 13 observateurs militaires et 4 policiers ;
- Uruguay : 1 248 militaires, 45 observateurs militaires et 2 policiers ;
- Yémen : 6 observateurs militaires et 10 policiers ;
- Zambie : 21 observateurs militaires.

Le 20 juin 2011, 981 civils internationaux, 2 827 civils locaux et 616 volontaires de l’ONU sont aussi déployés dans le cadre de la MONUSCO.

## Financement
La MONUSCO est financée par un compte séparé approuvé chaque année par l'Assemblée générale des Nations unies.

### Budget de la MONUSCO
Depuis 2014 la tendance est à la réduction constante des ressources alloués à la MONUSCO, l'exercice 2023-2024 fait exception et subit une légère hausse. Pour l'exercice 2024-2025, le budget proposé par le Secrétaire général est de 918 458 000 dollars. Cependant, le Comité consultatif pour les questions administratives et budgétaires recommande un budget de 913 483 500 dollars après un ajustement à la baisse de 4 974 500 dollars.
| Année     | Budget                  |
| --------- | ----------------------- |
| 2010-2011 | 1 369 000 000 dollars   |
| 2011-2012 | 1 489 390 500 dollars   |
| 2012-2013 | 1 347 588 800 dollars   |
| 2013-2014 | 1 456 378 300 dollars   |
| 2014-2015 | 1 398 475 300 dollars , |
| 2015-2016 | 1 332 178 600 dollars   |
| 2016-2017 | 1 235 723 100 dollars   |
| 2017-2018 | 1 141 848 100 dollars   |
| 2018-2019 |                         |
| 2019-2020 | 1 086 018 600 dollars   |
| 2020-2021 |                         |
| 2021-2022 | 1 123 346 000 dollars , |
| 2022-2023 | 1 030 269 900 dollars   |
| 2023-2024 | 1 064 353 200 dollars   |
| 2024-2025 |                         |

## Abus sexuels
Des personnels de la MONUC ont été impliqués dans 140 cas d'allégations sur des abus d'exploitation sexuelle entre décembre 2004 et août 2006. De nouveaux cas ont été rapportés, notamment en 2008 et 2014,. Malgré une « tolérance zéro » affichée, de multiples missions de l'ONU ont été entachées par des incidents de ce type, notamment en Érythrée, au Burundi, au Soudan, au Liberia, en Côte d'Ivoire et en République centrafricaine[non pertinent].

## Média
En 2002 la MONUC, en collaboration avec l'ONG Fondation Hirondelle, fonde Radio Okapi,devenu le média le plus écouté en RDC[réf. nécessaire].

## Sources

#### Ouvrages
: document utilisé comme source pour la rédaction de cet article.
- Séverine Autesserre, The Trouble with the Congo: Local Violence and the Failure of International Peacebuilding, New York, Cambridge University Press, 2010.
- Gaspard-Hubert Lonsi Koko, Mais quelle crédibilité pour les Nations Unies au Kivu ?, Paris, L'Atelier de l'Égrégore, septembre 2019.
- Wutibaal Kumaba Mbuta, L'ONU et la diplomatie des conflits : le cas de la République démocratique du Congo, Paris, 2012, L'Harmattan.
- Erik Kennes, La guerre du Congo, mars 1998, 28 p. (lire en ligne)

#### Articles
- Christophe Rigaud, « RDC : Le M23 lâché par Kigali ? », Afrikabia,‎ 27 octobre 2013 (lire en ligne, consulté le 8 novembre 2013)
- (en) Dean Wingrin, « First ever combat for Rooivalk », defenceWeb,‎ 5 novembre 2013 (lire en ligne, consulté le 8 novembre 2013)

#### Résolutions du Conseil de sécurité
1999
- Résolutions préparatoires :
  - Résolution 1234 du Conseil de sécurité
  - Résolution 1258 du Conseil de sécurité
  - Résolution 1273 du Conseil de sécurité
- Résolution créant la MONUC :Résolution 1279 du Conseil de sécurité

2000
- Résolution attribuant à la MONUC le chapitre VII de la Charte de l'ONU : Résolution 1291 du Conseil de sécurité
- Résolution 1304 du Conseil de sécurité
- Résolution 1316 du Conseil de sécurité
- Résolution 1323 du Conseil de sécurité
- Résolution 1332 du Conseil de sécurité

2001
- Résolution 1341 du Conseil de sécurité
- Résolution 1355 du Conseil de sécurité
- Résolution 1376 du Conseil de sécurité

2002
- Résolution 1399 du Conseil de sécurité
- Résolution 1417 du Conseil de sécurité
- Résolution 1445 du Conseil de sécurité

2003
- Résolution 1457 du Conseil de sécurité
- Résolution 1468 du Conseil de sécurité
- Résolution 1484 du Conseil de sécurité
- Résolution 1489 du Conseil de sécurité
- Résolution 1493 du Conseil de sécurité
- Résolution 1499 du Conseil de sécurité
- Résolution 1501 du Conseil de sécurité

2004
- Résolution 1522 du Conseil de sécurité
- Résolution 1533 du Conseil de sécurité
- Résolution 1552 du Conseil de sécurité
- Résolution 1555 du Conseil de sécurité
- Résolution 1565 du Conseil de sécurité

2005
- Résolution 1592 du Conseil de sécurité
- Résolution 1596 du Conseil de sécurité
- Résolution 1616 du Conseil de sécurité
- Résolution 1621 du Conseil de sécurité
- Résolution 1628 du Conseil de sécurité
- Résolution 1635 du Conseil de sécurité
- Résolution 1649 du Conseil de sécurité

2006
- Résolution 1654 du Conseil de sécurité
- Résolution 1669 du Conseil de sécurité
- Résolution 1671 du Conseil de sécurité
- Résolution 1693 du Conseil de sécurité
- Résolution 1698 du Conseil de sécurité
- Résolution 1711 du Conseil de sécurité
- Résolution 1736 du Conseil de sécurité

2007
- Résolution 1742 du Conseil de sécurité
- Résolution 1751 du Conseil de sécurité
- Résolution 1756 du Conseil de sécurité
- Résolution 1768 du Conseil de sécurité
- Résolution 1771 du Conseil de sécurité
- Résolution 1794 du Conseil de sécurité

2008
- Résolution 1797 du Conseil de sécurité
- Résolution 1799 du Conseil de sécurité
- Résolution 1807 du Conseil de sécurité